# 千葉順二
千葉 順二（ちば じゅんじ、1926年1月26日 - 1988年2月17日）は、日本の男性声優。東京府出身。

## 略歴
1948年3月、人形劇団プーク入団し、1951年まで在籍。ぐみの会を経て、1954年3月、劇団七曜会入団。同年の『ゴールデン・ボーイ』のドレイク役が初舞台となる。
1956年1月、劇団葦入団、りんどうプロ、フリーランス期間、河の会、群六舎プロダクションを経て、江崎プロダクション（現：マウスプロモーション）に所属していた。

## 後任
千葉の死後、持ち役を引き継いだのは以下の通り。
| 後任     | 役名           | 概要作品                              | 後任の初担当作品                                 |
| -------- | -------------- | ------------------------------------- | ------------------------------------------------ |
| 槐柳二   | リュウケン     | 『北斗の拳』                          | 第100話                                          |
| 西本裕行 | おこりんぼ     | 「白雪姫シリーズ」                    | 『ハウス・オブ・マウス』                         |
| 江原正士 | おこりんぼ     | 「白雪姫シリーズ」                    | 『ハウス・オブ・マウス』                         |
| 石井敏郎 | おこりんぼ     | 「白雪姫シリーズ」                    | 『ディズニープリンセス 魔法の世界へ』            |
| 永井一郎 | おこりんぼ     | 「白雪姫シリーズ」                    | 『キングダム ハーツ バース バイ スリープ』       |
| 銀河万丈 | おこりんぼ     | 「白雪姫シリーズ」                    | 『ディズニー・クリスマス・ストーリーズ』         |
| 宮崎敦吉 | おこりんぼ     | 「白雪姫シリーズ」                    | 『シュガー・ラッシュ:オンライン』                |
| 白熊寛嗣 | おこりんぼ     | 「白雪姫シリーズ」                    | 『ワンス・アポン・ア・スタジオ -100年の思い出-』 |
| 北村弘一 | マルプロン     | 『宇宙大作戦 ベータ・スリーの独裁者』 | デジタルリマスター版追加収録部分                 |
| 後藤哲夫 | ヘンギスト市長 | 『宇宙大作戦 惑星アルギリスの殺人鬼』 | デジタルリマスター版追加収録部分                 |
| 後藤哲夫 | おこりんぼ     | 「白雪姫シリーズ」                    | 『ハウス・オブ・マウス』                         |

## 出演作品
太字はメインキャラクター。

### テレビアニメ
1963年
- エイトマン（デーモン博士〈初代〉）
- 鉄腕アトム (アニメ第1作)（ノース2号、フーラー博士、四足教授 他）

1965年
- ジャングル大帝（ヒゲオヤジ）

1966年
- 新ジャングル大帝 進めレオ!（ヒゲオヤジ）
- とびだせ!バッチリ

1968年
- サイボーグ009（1968年版）

1969年
- 海底少年マリン（エバルト）
- 昆虫物語 みなしごハッチ
- ムーミン（ルフル老人）

1971年
- ゲゲゲの鬼太郎（第2作）（1971年 - 1972年）

1972年
- 科学忍者隊ガッチャマン（老人）
- 樫の木モック（カナシミ博士）
- 正義を愛する者 月光仮面 ※第9話
- ルパン三世 (TV第1シリーズ)（じっちゃま）

1973年
- ジャングル黒べえ
- ど根性ガエル
- ドロロンえん魔くん
- 山ねずみロッキーチャック（ビリーおじさん）

1974年
- 昆虫物語 みなしごハッチ（ピッコロじいさん）
- 荒野の少年イサム

1975年
- タイムボカン（ドンキホーテ、カエレーン、ラムー）

1976年
- ピコリーノの冒険（ゼペットじいさん）
- UFO戦士ダイアポロン（ラビ）

1977年
- 一発貫太くん（老人）
- ポールのミラクル大作戦（チョコレ爺さん）

1978年
- ペリーヌ物語（店のおやじ）
- 未来少年コナン（ジュン）
- ルパン三世 (TV第2シリーズ)（1978年 - 1980年）

1979年
- アニメーション紀行 マルコ・ポーロの冒険（劉政）
- ゼンダマン（皇帝、タケトール博士、水戸黄門、よくばりじいさん 他）
- 未来ロボ ダルタニアス（一人〈2代目〉）

1980年
- 鉄腕アトム (アニメ第2作)（根子股教授）
- ムーの白鯨（グラーティス）
- 無敵ロボ トライダーG7（源助）

1981年
- 最強ロボ ダイオージャ（ボンゴレ）
- ドラえもん（百姓）
- ヤットデタマン（イソップ、良寛）

1982年
- おはよう!スパンク
- 逆転イッパツマン（ドンキ赤城）
- 太陽の子エステバン（アポ）
- 忍者マン一平

1983年
- イタダキマン（和尚）
- スペースコブラ

1984年
- OKAWARI-BOY スターザンS（爺さんET）
- 北斗の拳（リュウケン〈初代〉）

1985年
- ルパン三世 PARTIII

1986年
- ゲゲゲの鬼太郎（第3作）（さざえ鬼、山中老人）

### 劇場アニメ
- まことちゃん（1980年、お爺ちゃん）
- 北斗の拳（1986年、リュウケン[16]）

### 特撮
- チビラくん（1970年、ケンカ星人トンガリの声）

### 吹き替え

#### 洋画
- アウトロー（ローン・ワティ〈チーフ・ダン・ジョージ〉） ※TBS版（BD収録）
- アラモ（フアン・セギン〈ジョセフ・カレイア〉、サザーランド医師〈ウィリアム・ヘンリー〉）※テレビ朝日版
- 怒りの葡萄（祖父〈チャーリー・グレープウィン〉） ※テレビ朝日版
- イナゴの日（ハリー〈バージェス・メレディス〉）
- イルカの日（ウォリンフォード〈ジョン・デナー〉）※テレビ朝日版（DVD収録）
- 麗しのサブリナ（オリヴァー・ララビー〈ウォルター・ハンデン〉）※テレビ版
- SF巨大生物の島（ギデオン・スピリット〈ゲイリー・メリル〉）※TBS版
- 黄金のランデブー（ヴァン・ヒューデン〈バージェス・メレディス〉）
- 狼男（ジョン・タルボット卿〈クロード・レインズ〉）
- おかしなおかしな石器人（ゴッグ〈ジャック・ギルフォード〉）
- 合衆国最後の日（ガスリー〈メルヴィン・ダグラス〉） ※テレビ東京版
- キャット・バルー（フランキー・バルー〈ジョン・マーレイ〉）
- 吸血狼男（シニエストロ伯爵〈アンソニー・ドーソン〉）※フジテレビ版（DVD収録）
- 救命艇（リット〈ヘンリー・ハル〉） ※テレビ版
- 巨象の道（アプハミー〈エイブラハム・ソフィア〉）
- キング・オブ・キングス（カイアファ〈ガイ・ロルフ〉）
- 草の上の昼食（ニノ〈フェルナン・サルドゥー〉）
- グレートスタントマン（マックス・バーンズ〈ジョン・マリー〉）※ビデオ版
- 黒い牡牛　※TBS「月曜ロードショー」版
- 黒い絨毯（グルーバー〈ジョン・ディアクス〉）※テレビ東京版
- 黒い罠
- 殺しを呼ぶ瞳（ヘクト〈ガイ・プレスコット〉）※東京12ch版
- ザーレンからの脱出（〈ジェームズ・メイソン〉）
- ジェニーの肖像
- 四重奏（〈ベイセル・ラドフォード〉）
- 七人の愚連隊（イタチ）
- ジャスティス（サム・カークランド〈リー・ストラスバーグ〉）
- ジャッキー・チェンの秘龍拳/少林門（タオ〈チャン・インハン〉）
- ジャンボ（〈ジミー・デュランテ〉）※NHK版
- 聖衣（タイベリアス皇帝〈アーネスト・セジガー〉）※フジテレビ版
- 世界崩壊の序曲（フランシス・フェンドリー〈レッド・バトンズ〉）
- 004/アタック作戦（オーソン・ウェルズ）
- 戦雲（ニコ・レガス〈ポール・ヘンリード〉）
- 大列車強盗（エドガー・トレント〈アラン・ウェッブ〉）
- 誰が為に鐘は鳴る（エルソルド〈ジョゼフ・カレイア〉） ※TBS版
- ディミトリアスと闘士（クローディアス〈バリー・ジョーンズ〉）
- デリンジャー（ホーマー・ヴァン・メーター〈ハリー・ディーン・スタントン〉）※TBS版
- トコリの橋（ジョージ・タラント〈フレドリック・マーチ〉）※テレビ東京版（DVD収録）
- ナイアガラ（スターキー警部〈デニス・オディア〉）
- ナイトソング（〈ユウージン・オルマンディ〉）
- ならず者（ドク・ホリデイ〈ウォルター・ヒューストン〉）
- 日本人の勲章（ドク〈ウォルター・ブレナン〉）※テレビ東京版
- パララックス・ビュー（リンテルズ〈ヒューム・クローニン〉）
- ヒンデンブルグ（エミリオ・パジェッタ〈バージェス・メレディス〉）
- フィラデルフィア・エクスペリメント（ジェームズ・ロングストリート博士〈エリック・クリスマス〉） ※フジテレビ版（BD収録）
- 不思議な世界・未来戦争の恐怖（フォートナム卿〈ラルフ・リチャードソン〉）
- フランケンシュタインの怒り（村長〈デヴィッド・ハッチソン〉）
- ブレードランナー（ハンニバル・チュウ〈ジェームズ・ホン〉、スシバーのマスター〈ロバート・オカザキ〉） ※TBS版
- 北京の55日（レオ・ゲン）
- ペーパー・ムーン（駅長〈ジャック・ソーンダース〉）
- ヘルファイター（〈ジェイ・C・フィリッペン〉）※フジテレビ版
- ポセイドン・アドベンチャー2（ウィルバー・ハバート〈カール・マルデン〉）※日本テレビ版
- ヤング・フランケンシュタイン（盲目の男〈ジーン・ハックマン〉）※LD版
- ヨーク軍曹（パイル牧師〈ウォルター・ブレナン〉）
- ライフルマン（マーシャル・トレンス〈ポール・フィックス〉）
- ララミーから来た男（アレック・ワーゴマン〈ドナルド・クリスプ〉）※TBS版
- リバティ・バランスを射った男（ビーボディ編集長〈エドモンド・オブライエン〉）
- レイダース/失われたアーク《聖櫃》（イラム）※日本テレビ版
- ローマの休日（大使〈ハーコート・ウィリアムズ〉） ※1972年フジテレビ版
- ローラ殺人事件（マーク・マクファーソン〈ダナ・アンドリュース〉）
- 惑星ソラリス（スナウト〈ユーリー・ヤルヴェト〉）

#### 海外ドラマ
- アメリカン・ヒーロー（アイラ〈キーナン・ウィン〉）
- 宇宙大作戦
- おとぎの国
  - 「ナイチンゲール」（侍従長〈ラッセル・コリンズ〉）
- 怪鳥人間バットマン（ゴードン警視総監）
- かわいい魔女ジニー（ベローズ大佐〈初代〉〈ハイデン・ローク〉）
- ガンスモーク（ドック・アダムス〈ミルバーン・ストーン〉）
- 刑事コロンボ 二つの顔（TV番組内のベテラン医師）
- 原子力潜水艦シービュー号（ドクター〈リチャード・ブル〉）
- じゃじゃ馬億万長者（ジェド・クランペット〈バディ・イブセン〉）
- スパイ大作戦
  - 冷戦のダイナマイト（判事）
  - 列車偽装作戦（主治医）
  - 暗殺計画に便乗しろ（ベネット教授、受付）
  - 蘇ったプリンセス（大司教）
  - 幻の契約書（医師）
  - スパイ交換作戦（クルツ）
  - 暗号解読（ヴィセンテ・ブラヴォー）
  - ロボット（ゼコフ首相、ジェミニ）
  - ヤング・パワー（カダール教授）
  - 黒い犯罪組織（ウィアット）
  - 死体は一切関知しない（首相）
  - 死の商人（サトーリ）
  - 第三次世界大戦勃発（ヘイグ、兵士）
  - 細菌兵器TOD-5（フローリー〈レイ・ウォルストン〉）
- 0011ナポレオン・ソロ（デルカード、スイフト博士、向井教授、森博士、国王ハイラマ）
- テレパシー少年（おじいさん：ジョン・バンナーマン）
- 電撃スパイ作戦（#7 大使、#17 博士）
- 逃亡者（#1 バーデン部長刑事〈ハリー・タウンズ〉、#111 テリー所長〈ビル・クイン〉、#119 トム・デブリン）
- 秘密指令S #7（ルーレットの男、タンクローリーのドライバー2）
- プリズナーNo.6 地図にない村（老軍人、病院スタッフ）
- ミステリーゾーン（アーチ―・テイラー[17]）
- ルート66
  - 「ルチアナへの贈物」（ジェイ・C・フリッペン）
- わしの岩（所長〈ブライアン・マーシュ〉）

#### 海外アニメ
- 赤鼻のトナカイ ルドルフ物語（ラクダ）※テレビ版
- 白雪姫（おこりんぼ） ※再公開版
- ジャングル・ブック（バルー） ※1968年版
- 虹をつかむネコ（博士）
- ニムの秘密（ミスター・エイジズ）

#### 人形劇
- 海底大戦争 スティングレイ さあこい ドラゴン大王（ドラゴン大王）
- サンダーバード オーシャンパイオニア号の危機（アーサー卿）
- ジョー90
  - 幽霊教会の対決（ジョセフ・シェパード）
  - 恐怖の爆弾トラック（コーパル）
  - 細菌爆弾X-41（クワン将軍）
  - 愉快なまぼろし作戦（スチュアート）
- スーパーカー
  - 海賊退治（モンロー三世）※フジテレビ版
  - 誕生日の夢（カルムス）※フジテレビ版
- ロンドン指令X 特急列車強盗（アルバート・ホブソン）

### テレビドラマ
- 達磨大助事件帳

### 舞台
- ゴールデン・ボーイ（1954年、劇団七曜会） - トレイク[18]
- ファウスト博士（1959年、人形劇団ブーク） - カスペルの声[19]
- 聖やくざ（1960年、劇団葦） - 美濃部[20]
- 野に下る右近  （1961年、俳優小劇場） - 五郎次[21]
- 勇敢なる兵卒シュベイク（1964年、人形劇団ブーク） - ブレットシュナイデルの声[22]
- 12人の浮かれる男（1985年、 博品館劇場） - 11号[23]

### その他のコンテンツ
- 東京ディズニーランド
  - 白雪姫と七人のこびと（グランピー）